# Arbogaste Mbella Ntone
Arbogaste Mbella Ntone, alias « Arbo », né le 6 octobre 1941 à Douala et mort le 2 octobre 2024 à Saint-Quentin, est un chanteur camerounais spécialisé dans le gospel et le chant grégorien.

## Biographie

### Enfance, formation et début
Arbogaste Mbella Ntone, surnommé Arbo, naît le 6 octobre 1941 à Douala, au Cameroun, dans une famille de fonctionnaires. Passionné dès son plus jeune âge par le football et la musique, il a d'abord connu une carrière de footballeur en tant que milieu de terrain au sein des Léopards Douala, l'un des clubs phares du championnat camerounais à l'époque. Il décide d’abandonner le football pour se consacrer pleinement à la musique. Né dans une famille de fonctionnaires et imprégné dès l'enfance par la musique religieuse, il se forme à plusieurs instruments, devenant un organiste, pianiste et guitariste de talent. Son environnement religieux et sa proximité avec des figures comme le pasteur Lottin A Same,, père d'Eboa Lotin, l'ont profondément marqué. Il commence ainsi à interpréter des chants gospels et des classiques de grands musiciens camerounais tels que Daniel Eyango, Francis Bebey et Manu Dibango.

### Carrière musicale
ARBO a connu un grand succès avec ses titres comme Edube Na Loba et Dipita, qui ont marqué le public. En 1974, il s'installe en France pour des raisons professionnelles, où il dirige plusieurs chorales : « La clef des Champs de Béthune » et « La Rudelière » de Saint-Quentin. Il collabore également avec l'ensemble vocal « Una Voce » de Saint-Quentin et le « Chœur Madrigal » de Bapaume. Sa carrière a été ponctuée de nombreuses prestations, notamment lors de festivals de jazz, d'offices religieux et d'événements solidaires.

### Récompenses et collaborations
Arbo est sacré Double Maracas d'or en 1982. Il est également le premier Africain à obtenir le Prix d'Interprétation de la SACEM. Il a été prix Bayard d’Or de la musique en 2000. Parmi ses collaborations les plus marquantes, Arbo a chanté avec le célèbre Golden Gate Quartet, s'est produit à l'Olympia avec l'orchestre de Manu Dibango, et a partagé la scène avec l'organiste Rhoda Scott.

### Mort
Arbogaste Mbella Ntone meurt le 2 octobre 2024, laissant derrière lui un riche héritage musical et une carrière marquée par de nombreuses contributions à la musique classique et moderne.